# RABe 521
Les RABe 521 sont des automotrices des Chemins de fer fédéraux suisses de type Flirt.
Elles circulent principalement sur le RER Bâle (S-Bahn Basel). Elles assurent les lignes S1, S3, S5, S6. Les RABe 521 001 à 030 sont peu à peu amenés à porter le nouveau logo « Trireno » depuis l’été 2020. Les RABe 521 201 à 209 portent quant à eux le logo « Seehas ».